# Xanthorhoe argentina
Xanthorhoe argentina là một loài bướm đêm trong họ Geometridae.